# Klaus Detlef Sierck
Klaus Detlef Sierck (Berlino, 30 marzo 1925 – Nowoalexandrowka, 22 maggio 1944) è stato un attore tedesco, attivo come attore bambino tra il 1935 e il 1942 nel cinema della Germania nazista.
Morì giovanissimo nel corso della seconda guerra mondiale sul fronte orientale, in Ucraina, a Nowoalexandrowka (in cirillico ucraino: Новоолександрівка).

## Biografia
Klaus Detlef Sierck era figlio dell'attrice teatrale Lydia Brincken e del regista e drammaturgo Hans Detlef Sierck. Dopo la separazione e il divorzio dei genitori nel 1928, il piccolo Klaus restò affidato alla madre. Il rapporto tra i genitori si complicò ulteriormente anche per ragioni politiche. Mentre la madre aderì al partito nazista, il padre, che si era risposato con Hilde Jary, un'attrice ebrea, lasciò nel 1937 la Germania, non rivedendo mai il figlio (emigrato a Hollywood, sarebbe diventato internazionalmente conosciuto con il nome anglicizzato di Douglas Sirk).
Il piccolo Klaus già a nove anni girò il primo dei suoi 13 film, ricoprendo parti sempre più impegnative, tra cui quella del giovane Chopin in Preußische Liebesgeschichte (1938). Dopo la fuga del padre negli USA, il figlio del "traditore" fu reso protagonista di numerosi film di propaganda per la gioventù nazista, come I cadetti di Smolenko (1939) e Kopf hoch, Johannes! (1941). Offerto come simbolo e modello di eroismo e idealismo, e pur "colpevole" di essere figlio di un padre che nel 1942 aveva diretto in America Il pazzo di Hitler (uno dei più forti film antinazisti del periodo), il giovane attore sarà inviato giovanissimo a combattere sul fronte orientale, dove troverà la morte nel 1944 all'età di soli 19 anni. 
La vicenda di Klaus avrà profonde ripercussioni sulla vita dei suoi genitori. La madre si suiciderà nell'agosto del 1947. Venuto anch'egli a conoscenza dopo la guerra della morte del figlio, il padre dirigerà in sua memoria il film Tempo di vivere (1958), basato su un romanzo di Erich Maria Remarque e incentrato sull'esperienza di un giovane soldato tedesco sul fronte orientale.

## Filmografia
- Die Saat geht auf, regia di Hans von Passavant (1935)
- Ragazzi (Streit um den Knaben Jo), regia di Erich Waschneck (1937)
- L'ombra dell'altra (Serenade), regia di Willi Forst (1937)
- Preußische Liebesgeschichte, regia di Paul Martin (1938)
- La peste di Parigi (Verwehte Spuren), regia di Veit Harlan (1938)
- Schatten über St. Pauli, regia di Fritz Kirchhoff (1938)
- Sehnsucht nach Afrika, regia di Georg Zoch (1939)
- L'accusato di Norimberga (Das unsterbliche Herz), regia di Veit Harlan (1939)
- I cadetti di Smolenko (Kadetten), regia di Karl Ritter (1939)
- Diritto all'amore (Das Recht auf Liebe), regia di Joe Stöckel (1939)
- Matrigna (Aus erster Ehe), regia di Paul Verhoeven (1940)
- Kopf hoch, Johannes!, regia di Viktor de Kowa (1941)
- Il grande re (Der große König), regia di Veit Harlan (1942)